# Drosophila melanogaster
Drosophila melanogaster é uma espécie de mosca (ordem taxonômica Diptera) na família Drosophilidae. A espécie também é conhecida como mosca-das-frutas (mosca-da-fruta em Portugal) ou mosca-do-vinagre.
A espécie é amplamente utilizada como um organismo modelo, principalmente em pesquisas de genética. A espécie é normalmente utilizada em pesquisas devido ao seu ciclo de vida rápido, genética relativamente simples com apenas quatro pares de cromossomos e grande número de descendentes por geração. Foi o primeiro animal a ser lançado ao espaço em 1947. Era originalmente uma espécie africana, com todas as linhagens não-africanas tendo uma origem comum. Sua distribuição geográfica inclui todos os continentes, incluindo ilhas. D. melanogaster é uma praga comum em casas, restaurantes e outros lugares onde a comida é servida.
As moscas pertencentes à família Tephritidae também são chamadas de "moscas da fruta". Isso pode causar confusão, pois os tefritídeos são pragas que causam prejuízo aos fruticultores. As drosófilas se alimentam de leveduras em frutos já caídos em início de decomposição e, portanto, não causam prejuízo.

## Aparência física

Fêmea (esquerda) e macho de D. melanogaster

A forma selvagem de D. melanogaster possui o corpo amarelo-acastanhadas, com olhos vermelho e anéis transversais pretos no abdômen. A cor dos olhos do tipo selvagem deve-se a dois pigmentos: xantomantina, que é marrom e derivada do triptofano, e drosopterinas, que são vermelhas e derivadas do trifosfato de guanosina.
Apresentam dimorfismo sexual; as fêmeas têm cerca de 2,5 mm de comprimento; os machos são ligeiramente menores com o dorso mais escuro. Os machos são facilmente distinguidos das fêmeas. Os machos apresentam uma mancha preta na extremidade do abdômen, devido à fusão dos segmentos terminais. Possuem uma estrutura pilosa, denominada "pente sexual", na base do metatarso do par de patas anterior. Além disso, os machos têm um aglomerado de pêlos pontiagudos (grampos) ao redor das partes reprodutoras usadas para se prender à fêmea durante o acasalamento. As fêmeas apresentam listas claras e escuras nos segmentos abdominais e não possuem qualquer estrutura pilosa nas patas.

## Cérebro
Cérebros de animais de todos os tamanhos, do menor ao maior, funcionam de maneira bastante semelhante. A Drosophila tem cerca de 100.000 neurônios – em comparação com cerca de 86 bilhões em humanos – o cérebro da mosca é pequeno o suficiente para ser estudado no nível de células individuais. Mas, no entanto, suporta uma série de comportamentos complexos, incluindo navegação, comportamentos de namoro e aprendizado.
O cérebro central consiste em aproximadamente 25.000 neurônios e cerca de 20 milhões de conexões. O cérebro da larva de Drosophila é composto por dois hemisférios e o gânglio subesofágico.
Os pesquisadores em 2023 identificaram mais de 3.000 neurônios e cerca de 550.000 sinapses. A exploração dos padrões de conectividade dos neurônios – não apenas parceiros diretamente ligados, mas também os links de células ligadas e assim por diante – revelou 93 tipos diferentes de neurônios. As classes eram consistentes com agrupamentos preexistentes caracterizados por forma e função. E quase 75% dos neurônios mais bem conectados estavam ligados ao centro de aprendizado do cérebro, indicando a importância do aprendizado em animais.

## Ciclo de vida e reprodução

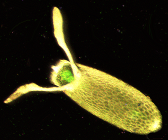
Ovo de D. melanogaster

A duração média do ciclo de vida de D. melanogaster depende das condições ambientais. Em condições ideais de crescimento, a 25°C, o tempo de vida de melanogaster é de cerca de 50 dias, do ovo à morte. O período de desenvolvimento de D. melanogaster varia com a temperatura, como em muitas espécies ectotérmicas. O menor tempo de desenvolvimento (ovo a adulto), 7 dias, é alcançado a 28°C.
Os tempos de desenvolvimento aumentam em temperaturas mais altas (11 dias em 30°C) devido ao estresse térmico. Em condições ideais, o tempo de desenvolvimento a 25°C é de 8,5 dias, a 18°C leva 19 dias, e a 12°C leva mais de 50 dias. Em condições de superlotação, o tempo de desenvolvimento aumenta, enquanto as moscas emergentes são menores.
Fêmeas depositam cerca de 400 ovos, cinco de cada vez, em frutas podres ou outros materiais adequados, como fungos em decomposição e fluxos de seiva. Drosophila melanogaster é um inseto holometabólico, sofrendo uma metamorfose completa. Seu ciclo de vida é dividido em 4 fases: embrião, larva, pupa, adulto. Os ovos, que medem cerca de 0,5 mm, eclodem em 12 a 15 horas (a 25°C). As larvas resultantes crescem por 4 dias (a 25°C) com duas mudas (no 2º e 3º estágio larval), em aproximadamente 24 a 48 horas após a eclosão. Durante esse tempo, se alimentam dos microrganismos que decompõem a fruta, assim como dos açúcares da fruta. A mãe coloca fezes nas bolsas de ovos para estabelecer a mesma composição microbiana no intestino das larvas. As larvas então encapsulam no pupário e passam por uma metamorfose (a 25°C) por quatro dias, após os quais os adultos emergem da pupa.
Os machos executam uma sequência de cinco padrões de comportamento para cortejar as fêmeas. Primeiro, os machos se orientam enquanto produzem uma "canção" de cortejo, abrindo suas asas horizontalmente e fazendo-as vibrar. Pouco depois, o macho posiciona-se na parte de trás do abdômen da fêmea em uma postura baixa para dar tapinhas e lamber os genitais da fêmea. Finalmente, o macho dobra o abdômen e tenta a cópula. As fêmeas podem rejeitar os machos afastando-se deles, chutando-os e expulsando seu ovipositor.
A cópula dura de 15 a 20 minutos, durante o qual os machos transferem para a fêmea algumas centenas de espermatozoides muito longos (1,76 mm) no fluido seminal. As fêmeas armazenam o esperma em um receptáculo tubular e em dois espermatecas em forma de cogumelo, onde espermatozoides de muitos cruzamentos competem pela fertilização. Acredita-se que exista uma última precedência masculina; o último macho a acasalar com uma fêmea reproduz cerca de 80% de sua prole. Essa precedência ocorre por meio dos mecanismos chamados de deslocamento e incapacitação. O deslocamento é atribuído ao manuseio do esperma pela fêmea, à medida que ocorrem os vários acasalamentos, e é mais significativo durante os primeiros 1 ou 2 dias após a cópula. O deslocamento do receptáculo seminal é mais significativo do que o deslocamento do espermateca.. A incapacitação do espermatozoide do primeiro macho pelo espermatozoide do segundo macho é significativa de 2 a 7 dias após a cópula. Acredita-se que o fluido seminal do segundo macho seja responsável por esse mecanismo de incapacitação (sem a remoção do primeiro espermatozoide masculino), que tem efeito antes da fertilização ocorrer.
Acredita-se que o atraso na eficácia do mecanismo de incapacitação seja um mecanismo de proteção que evita que uma mosca macho incapacite seu próprio esperma, caso acasale repetidamente com a mesma mosca fêmea. Neurônios sensoriais no útero de D. melanogaster fêmeas respondem a uma proteína masculina que é encontrada no sêmen. Esta proteína torna a fêmea relutante em copular por cerca de 10 dias após a inseminação. O sinal é enviado a uma região do cérebro que é homóloga do hipotálamo e o hipotálamo controla então o comportamento sexual e o desejo. Hormônios gonadotrópicos em Drosophila mantêm a homeostase e governam a produção reprodutiva por meio de uma inter-relação cíclica, não muito diferente do ciclo estral dos mamíferos.

## Organismo modelo em genética
D. melanogaster foi um dos primeiros organismos usados para análises genéticas, e hoje é um dos organismos mais amplamente usados e geneticamente conhecidos de todos os eucariotos. Todos os organismos usam sistemas genéticos comuns; portanto, compreender processos gerais como a transcrição e replicação do DNA  em moscas-das-frutas ajuda a entender esses processos em outros eucariotos, incluindo humanos. A espécie também tem importância na pesquisa ambiental e mutagênese.

Alfred Sturtevant Mapa de linkage genético de Drosophila melanogaster: Este foi o primeiro sucesso mapeamento de genes e fornece evidências importantes para a teoria cromossômica da herança. O mapa mostra as posições relativas das características alélicas no segundo cromossomo de Drosophila. A distância entre os genes (unidades de mapa) é igual à porcentagem de eventos de crossing-over que ocorrem entre diferentes alelos.

Thomas Hunt Morgan começou a usar moscas de fruta em estudos experimentais de hereditariedade em 1910, em um laboratório conhecido como "Fly Room" (sala da mosca). Essa sala era ocupada por oito mesas, nas quais os alunos faziam seus experimentos. Alguns dos experimentos mais importantes da história da biologia foram realizados lá. Morgan e seus alunos elucidaram muitos princípios básicos de hereditariedade, incluindo herança ligada ao sexo, epistasia, alelos múltiplos e mapeamento genético.

### Razões para uso em laboratórios

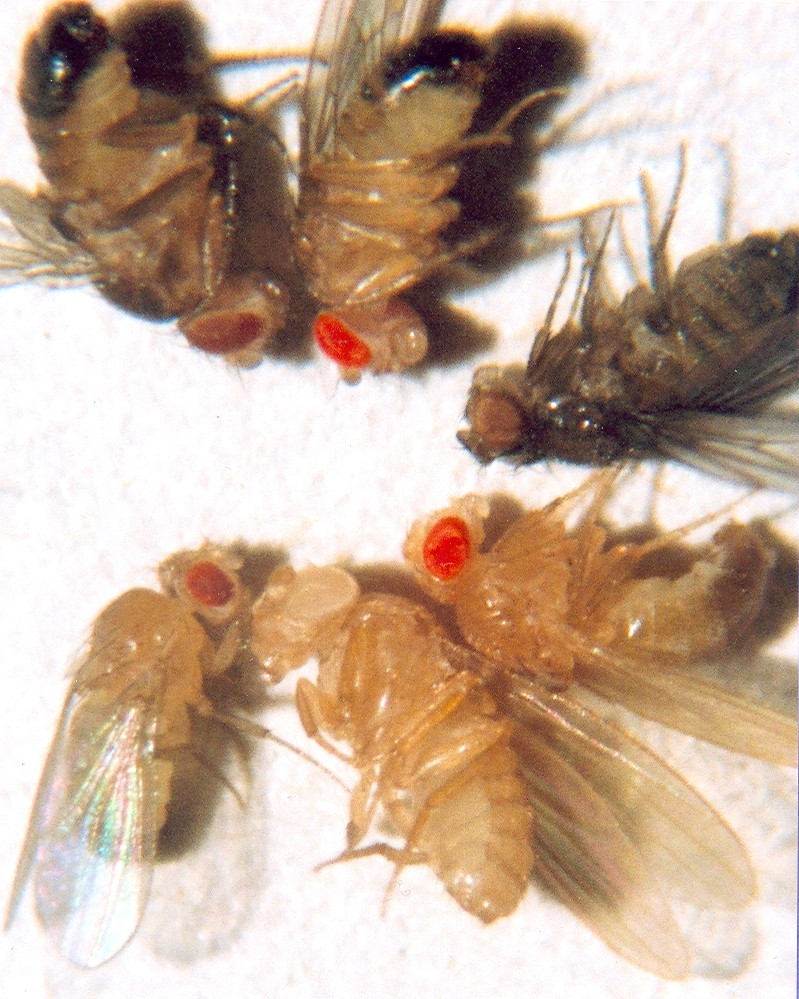
Tipos de D. melanogaster (sentido horário): olhos castanhos com corpo preto, olhos cinábrios, olhos sépia com corpo preto (ebony), olhos vermelhos, olhos brancos e olhos do tipo selvagem com corpo amarelo

Existem muitos motivos pelos quais a mosca da fruta é uma escolha popular como organismo modelo:
- Baixo custo e fácil manuseio no laboratório.[31]
- São facilmente anestesiadas, recuperando rapidamente o estado normal.[32]
- Sua morfologia é fácil de identificar uma vez anestesiada.
- Tem um tempo de geração curto (cerca de 10 dias à temperatura ambiente), portanto, várias gerações podem ser estudadas em poucas semanas.[33]
- Possui alta fecundidade (as fêmeas põem até 100 ovos por dia e talvez 2.000 durante a vida).
- Machos e fêmeas são facilmente distinguidos, e fêmeas virgens são facilmente isoladas, facilitando o cruzamento genético.
- A larva madura possui cromossomos gigantes nas glândulas salivares, chamados cromossomos politênicos , que indicam regiões de transcrição.[34]
- Possui apenas quatro pares de cromossomos - três autossomos e um par de cromossomos sexuais.
- Os machos não apresentam recombinação meiótica, facilitando os estudos genéticos.
- Existem numerosos mutantes espontâneos e obtêm-se facilmente mutações induzidas.[32]
- Os "cromossomos balanceadores" letais recessivos carregando marcadores genéticos visíveis podem ser usados para manter os estoques de alelos letais em um estado heterozigoto sem recombinação devido a múltiplas inversões no balanceador.
- O desenvolvimento desse organismo - do ovo fertilizado ao adulto maduro - é bem compreendido.
- As técnicas de transformação genética estão disponíveis desde 1987.
- Seu genoma completo foi sequenciado e publicado pela primeira vez em 2000.[35]
- Os mosaicos sexuais podem ser produzidos prontamente, fornecendo uma ferramenta adicional para estudar o desenvolvimento e o comportamento dessas moscas.

### Marcadores genéticos
Os marcadores genéticos são comumente usados em pesquisas com drosófilas, e a maioria dos fenótipos são facilmente identificáveis a olho nu ou com um microscópio. Na lista de exemplos de marcadores comuns abaixo, o símbolo do alelo (em inglês) é seguido pelo nome dos genes afetados e a descrição de seu fenótipo. (Observação: os alelos recessivos são escritos em letras minúsculas, enquanto os alelos dominantes são escritos em letras maiúsculas.)
- Cy1: Curly; as asas são curvadas para além do corpo e o voo pode ser um pouco alterado.
- e1: Ebony; corpo e asas pretas (os heterozigotos são visivelmente mais escuros que o tipo selvagem).
- Sb1: Stubble; os pelos são mais curtos e mais grossos do que os do tipo selvagem.
- w1: White; olhos sem pigmentação visual, de cor branca.
- bw: Brown; cor dos olhos determinada por vários pigmentos combinados
- y1: Yellow; pigmentação do corpo e asas amarelas. Este é o análogo nas moscas do albinismo.

Os genes de Drosophila são tradicionalmente nomeados devido ao fenótipo que causam quando sofrem mutação. Por exemplo, a ausência de um determinado gene em Drosophila resultará em um embrião mutante que não desenvolve o coração; os cientistas nomearam o gene de tinman (Homem de Lata, a partir do personagem de The Wonderful Wizard of Oz, que não tinha coração). Este sistema de nomenclatura compreende um número maior de nomes de genes do que em outros organismos.

## Genoma

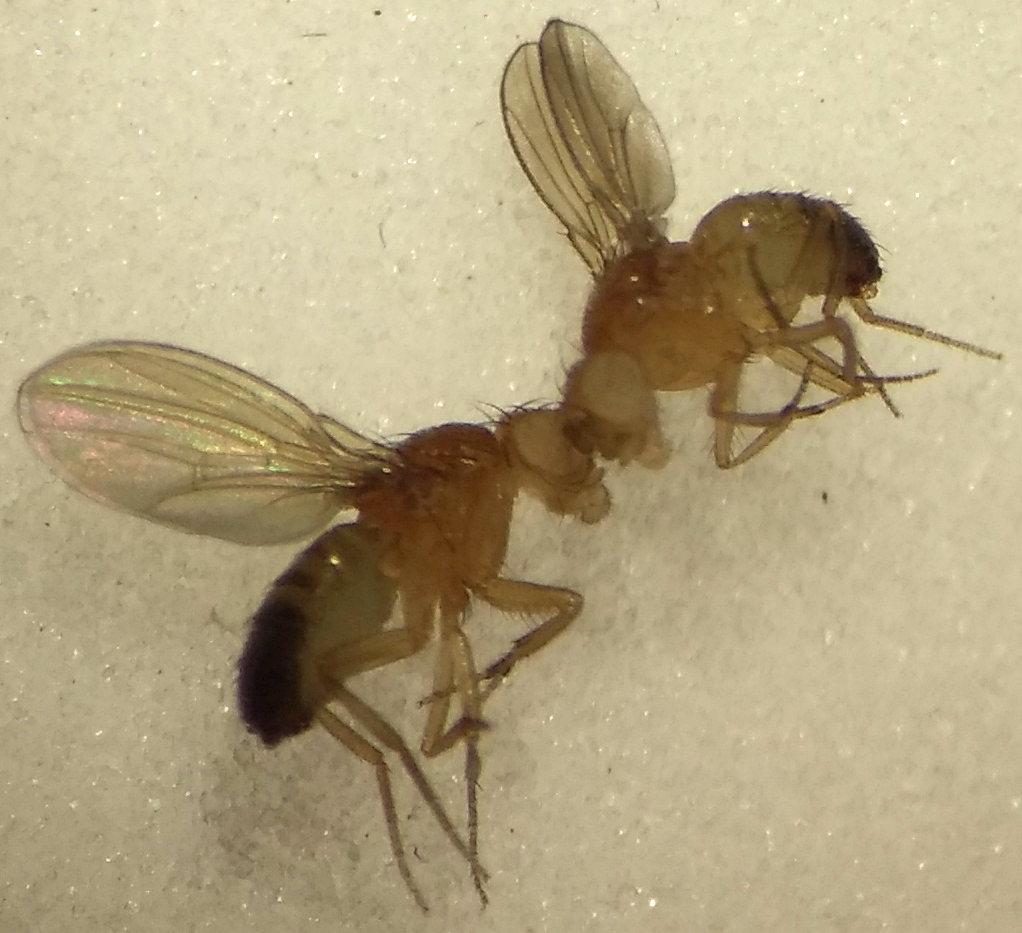
Asa tipo selvagem (esquerda) vs. Asa miniatura (direita)

O genoma de D. melanogaster (sequenciado em 2000) contém quatro pares de cromossomos - um par X/Y e três autossomos rotulados 2, 3 e 4. O quarto cromossomo é tão minúsculo, que muitas vezes é ignorado, com exceção de seu importante gene eyeless (sem olhos). O genoma sequenciado de D. melanogaster possui 139,5 milhões de pares de bases, e contém cerca de 15.682 genes de acordo com a versão 73 do Ensemble. Mais de 60% do genoma parece ser DNA funcional não-codificador de proteínas, envolvido em controle da expressão gênica.
A determinação do sexo em Drosophila ocorre pela proporção de cromossomos X em relação aos autossomos, não pela presença ou ausência de um cromossomo Y, como na determinação sexual humana. Embora o cromossomo Y seja totalmente heterocromático, ele contém pelo menos 16 genes, muitos dos quais têm funções relacionadas ao sexo masculino.

### Semelhança com humanos
Um estudo publicado em março de 2000, realizado pelo National Human Genome Research Institute, comparou o genoma da Drosophila melanogaster com o genoma humano, e estimou que cerca de 60% dos genes são conservados entre as duas espécies. Cerca de 75% dos genes de doenças humanas conhecidas têm uma correspondência reconhecível no genoma da espécie. A Drosophila está sendo usada como um modelo genético para várias doenças humanas, incluindo doenças neurodegenerativas como Parkinson, Huntington, ataxia espinocerebelar e doença de Alzheimer. A mosca também está sendo usada para estudar mecanismos subjacentes ao envelhecimento e estresse oxidativo, imunidade, diabetes e câncer, bem como abuso de drogas.

## Embriogênese
Drosophila melanogaster tem sido amplamente estudada na área da biologia do desenvolvimento. Seu pequeno tamanho, curto tempo de geração e numerosos descendentes a tornam ideal para estudos genéticos e embriológicos. Os trabalhos com Drosophila têm proporcionado a elucidação de processos biológicos envolvidos no estabelecimento dos eixos corporais (dorso-ventral e antero-posterior), formação da linhagem germinativa e do controle da expressão gênica envolvida nesses processos.

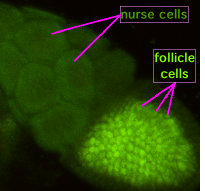
Ovogênese de Drosophila melanogaster. Na imagem, células foliculares que cobrem o ovócito e células cuidadoras (nurse cells).

Cada folículo ovariano de Drosophila é constituído por 16 células germinativas conectadas por canais em anel. Duas dessas células adquirem quatro canais de comunicação e são denominadas de pró-ovócitos, e por competição somente uma terminará a meiose I e será o futuro ovócito. As demais 15 células se tornarão nutridoras poliploides, que se especializam em transcrever RNAs mensageiros importantes para o futuro desenvolvimento embrionário. A localização assimétrica dos mRNAs especifica os eixos corporais e permite o estabelecimento de gradientes morfógenos de proteínas, que determinam o destino celular durante a fase inicial do desenvolvimento. Estes mRNAs codificam proteínas envolvidas na regulação da transcrição e da tradução, que se difundem pela blastoderme sincicial levando à ativação ou repressão de genes zigóticos. Então, durante a formação do ovócito são transcritos genes codificadores de fatores maternos, e os seus mRNA são posicionados em determinadas regiões deste ovócito. Após a fecundação, estes mRNA são traduzidos em proteínas que ocuparão o mesmo lugar no zigoto.
Após a fertilização do ovócito pelo espermatozoide, o embrião inicial (ou embrião sincicial) sofre uma rápida replicação do ADN, ocorrendo 13 divisões nucleares até que aproximadamente 5.000 a 6.000 núcleos se acumulam no citoplasma comum não dividido do embrião. Ao final da 8ª divisão, a maioria dos núcleos migraram à superfície, circundando o saco vitelino (deixando para trás apenas alguns núcleos, que se transformarão em núcleos vitelinos). Após a 10ª divisão, células polares se formam na extremidade posterior do embrião, secretando a linha germinal do sincício. Finalmente, após a 13ª divisão, as membranas celulares invaginam-se lentamente, dividindo o sincício em células somáticas individualizadas. Uma vez que se completa este processo, a gastrulação se inicia.
A divisão nuclear no embrião inicial da Drosophila ocorre tão rapidamente que não há pontos de verificação verdadeiros, portanto, podem ocorrer erros na divisão do DNA. Para resolver esse problema, os núcleos nos quais algum erro foi cometido se separam de seus centrossomas e caem para o centro do embrião (o saco vitelino), que não fará parte da mosca.

Gradiente anteroposterior de proteínas em Drosophila

A rede gênica (interação transcricional e proteica) que direciona o desenvolvimento inicial do embrião da mosca-das-frutas é uma das mais conhecidas hoje, especialmente os padrões ao longo dos eixos anteroposterior (AP) e dorsoventral (DV). Os eixos corporais são estabelecidos logo no início do desenvolvimento pela distribuição assimétrica de determinantes (transcritos de regiões específicas) no citoplasma do ovo. O desenvolvimento do embrião dependerá de fatores gerados pela mãe durante a ovogênese e de processos que ocorrem durante o desenvolvimento ovariano.
O embrião sofre movimentos morfogenéticos bem caracterizados durante a gastrulação e desenvolvimento inicial, como extensão germinativa, formação de vários sulcos, invaginação ventral do mesoderma, invaginação posterior e anterior do endoderma (trato digestivo) e extensa segmentação do corpo. até que finalmente eclode na cutícula circundante e passe para o 1º estágio larval. Durante o desenvolvimento larval, tecidos chamados discos imaginários crescem dentro da larva. Os discos imaginários se desenvolvem para formar a maioria das estruturas do corpo adulto, como cabeça, pernas, asas, tórax e genitais. As células do disco imaginário são estacionadas ou paradas momentaneamente durante a embriogênese, mas continuam a crescer e se dividir durante os estágios larvais, ao contrário da maioria das outras células larvais, que se diferenciaram para desempenhar funções especializadas e crescer para experimentar mais divisões celulares. Na metamorfose , a larva forma uma pupa, dentro da qual os tecidos larvais são reabsorvidos e os tecidos imaginários sofrem extensos movimentos morfogenéticos para formar as estruturas adultas.

## Determinação sexual
As moscas Drosophila têm cromossomos X e Y, bem como autossomos. No entanto, ao contrário dos humanos, o cromossomo Y não confere masculinidade; em vez disso, codifica os genes necessários para a produção de esperma. O sexo é determinado pela proporção de cromossomos X para autossomos.  Além disso, cada célula "decide" se será masculina ou feminina independentemente do resto do organismo, resultando na ocorrência ocasional de ginandromorfos.
| Cromossomos X | Autossomos | Proporção de X:A | Sexo                   |
| ------------- | ---------- | ---------------- | ---------------------- |
| XXXX          | AAAA       | 1                | Fêmea Normal           |
| XXX           | AAA        | 1                | Fêmea Normal           |
| XXY           | AA         | 1                | Fêmea Normal           |
| XXYY          | AA         | 1                | Fêmea Normal           |
| XX            | AA         | 1                | Fêmea Normal           |
| XY            | AA         | 0.50             | Macho Normal           |
| X             | AA         | 0.50             | Macho Normal (estéril) |
| XXX           | AA         | 1.50             | Metafêmea              |
| XXXX          | AAA        | 1.33             | Metafêmea              |
| XX            | AAA        | 0.66             | Intersex               |
| X             | AAA        | 0.33             | Metamacho              |

O desenvolvimento do fenótipo sexual em Drosophila é mediado por uma série de genes. Três genes principais estão envolvidos na determinação sexual em Drosophila. Estes são: sex-lethal, sisterless, and deadpan. Deadpan é um gene autossômico que inibe o gene sex-lethal, enquanto sisterless é um gene ligado ao cromossomo X, e inibe a ação de deadpan.
Uma célula AAX possui duas vezes mais deadpan do que sisterless, então sex-lethal será inibido, gerando um macho. No entanto, uma célula AAXX possuirá sisterless o suficiente para inibir a ação de deadpan, permitindo que o gene sex-lethal seja transcrito, gerando uma fêmea.
Mais tarde, o controle pelos genes deadpan e sisterless desaparece, e o que se torna importante é a forma do gene sex-lethal. Um promotor secundário é ativado, e esse gene é transcrito tanto em machos como em fêmeas. Porém, a análise de cDNA mostrou que diferentes formas são expressas em machos difere daquele das fêmeas. Foi demonstrado que a sex-lethal afeta o splicing de seu próprio mRNA.
Em machos, o transcrito nuclear é emendado de uma maneira que fornece três éxons, e o códon de terminação está no interior do éxon central. Em fêmeas, a presença do sex-lethal faz com que o processamento de RNA forneça apenas dois éxons, e o éxon central específico de macho está agora externalizado como um grande íntron. Assim, o mRNA específico de fêmea carece do códon de terminação; os outros sete aminoácidos são produzidos como uma cadeia peptídica completa, novamente dando uma diferença entre machos e fêmeas.
A presença ou ausência de proteínas sex-lethal funcionais agora vai afetar a transcrição de outra proteína conhecida como doublesex. In the absence of sex-lethal, doublesex will have the fourth exon removed and be translated up to and including exon 6 (DSX-M[ale]), while in its presence the fourth exon which encodes a stop codon will produce a truncated version of the protein (DSX-F[emale]). DSX-F causes transcription of Yolk proteins 1 and 2 in somatic cells, which will be pumped into the oocyte on its production.

## Imunidade
Diferente de mamíferos, a Drosophila possui somente imunidade inata e carece de uma resposta imune adaptativa. O sistema imunitário da D. melanogaster pode ser realizar duas respostas imunes: humoral e mediada por células. A primeira é uma resposta sistêmica mediada em grande parte pelas vias de sinalização Toll e Immune defficiency (Imd).  A via Imd atua contra bactérias gram-negativas e a via Toll contra bactérias gram-positivas, vírus e fungos, as quais desencadeiam a produção dos peptídeos antimicrobianos locais e sistêmicos. Outras vias estão envolvidas nas principais respostas fisiológicas à infecção, incluindo as vias de resposta ao estresse JAK-STAT e P38, sinalização nutricional via FOXO e sinalização de morte celular JNK.
D. melanogaster tem um "corpo gordo" análogo ao do fígado humano. O corpo gordo é o principal órgão secretor, que produz moléculas imunológicas essenciais após a infecção, como peptídeos antimicrobianos (AMPs). Esses peptídeos são secretados na hemolinfa e se ligam a bactérias e fungos infecciosos, matando-os pela formação de poros em suas paredes celulares  ou inibindo processos intracelulares. Além do corpo gordo, a resposta imune celular se refere à atividade direta das células sanguíneas, os hemócitos, que são análogas aos monócitos/macrófagos de mamíferos e desempenham um papel significativo nas respostas imunológicas. Em resposta aos desafios imunológicos, os hemócitos podem secretar citocinas, para ativar as vias de sinalização a jusante no corpo gordo. No entanto, o mecanismo por trás disso ainda não está claro.

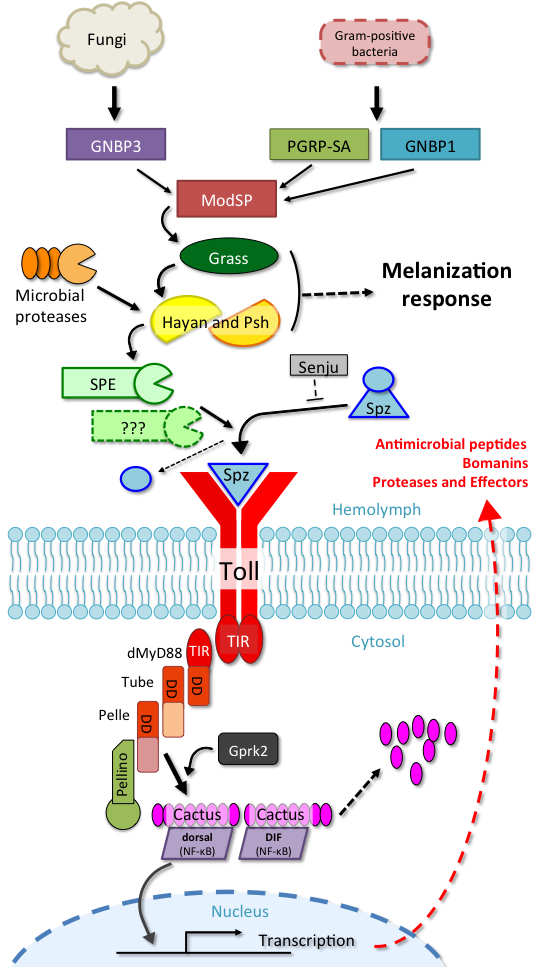
A via Toll encontrada na mosca-das-frutas

### Via de sinalizaçãoToll
A primeira descrição de receptores do tipo Toll envolvidos na resposta à infecção foi realizada em Drosophila, culminando em um prêmio Nobel em 2011.  A via Toll em Drosophila é homóloga às vias Toll-like em mamíferos. A via Toll foi descrita como sendo a principal via de defesa contra fungos, bactérias gram-positivas e vírus em Drosophila.
Essa cascata regulatória é iniciada após o reconhecimento do patógeno por receptores de reconhecimento de padrões (RRPs). Os receptores do tipo Toll não conseguem reconhecer diretamente o patógeno; para serem ativados, necessitam da presença de uma proteína ligante, o peptídeo Spätzle (Spz). Após uma infecção, a proteína precursora pró-Spätzle é clivada pela protease SPE (enzima do processador Spätzle) e dá origem ao Spätzle ativo, que então se liga ao receptor Toll, localizado na superfície da célula do corpo gordo, e se dimeriza para ativar vias de sinalização de NF-kB a jusante, incluindo múltiplos "domínios de morte" contendo proteínas e reguladores negativos, como a proteína de repetição de anquirina Cactus. A via culmina com a translocação dos fatores de transcrição NF-κB Dorsal e Dif (fator de imunidade relacionado ao dorso) para o núcleo.

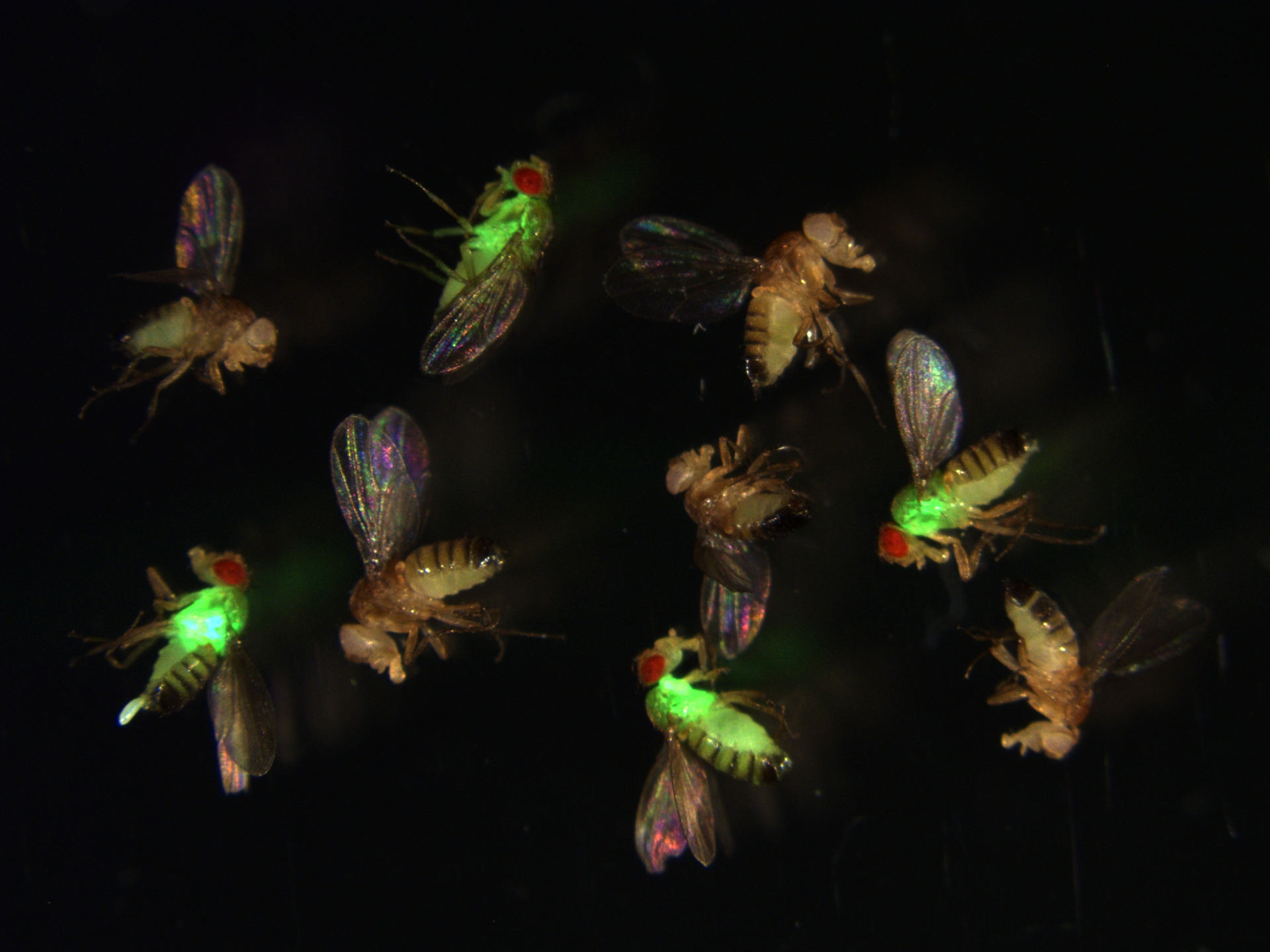
Moscas com deficiência de AMP (olhos vermelhos) sofrem crescimento bacteriano galopante (fluorescência verde) após a infecção

### Via de sinalizaçãoImd
A via Imd é ortóloga à superfamília de receptores do fator de necrose tumoral humano e é desencadeada por bactérias Gram-negativas através do reconhecimento por proteínas de reconhecimento de peptidoglicano (PGRP), incluindo receptores de superfície (PGRP-LR) e solúveis (LC). A sinalização de Imd culmina na translocação do fator de transcrição NF-κB para o núcleo, levando à regulação positiva de genes responsivos a Imd, incluindo a diptericina AMP. Consequentemente, as moscas deficientes em AMPs se assemelham aos mutantes da via Imd em termos de suscetibilidade à infecção bacteriana.

### Sinalização JAK-STAT
A via de sinalização JAK/STAT consiste em três componentes principais: um receptor de superfície celular, uma Janus quinase (JAK) e o fator de transcrição STAT. Vários elementos da via de sinalização JAK-STAT de Drosophila apresentam homologia direta com os genes da via JAK-STAT humana. A sinalização JAK-STAT é induzida por vários fatores estressores do organismo, como calor, desidratação ou infecção. A indução JAK-STAT leva à produção de uma série de proteínas de resposta ao estresse, incluindo proteínas contendo tioéster (TEPs),  Turandots, e o peptídeo antimicrobiano putativo Listericina. Os mecanismos pelos quais muitas dessas proteínas atuam ainda estão sob investigação. Por exemplo, os TEPs parecem promover a fagocitose de bactérias Gram-positivas e a indução da via Toll. Como consequência, as moscas sem TEPs são mais suscetíveis à infecção.

### Resposta celular à infecção
Os hemócitos circulantes são os principais reguladores da infecção. Isso foi demonstrado tanto por meio de ferramentas genéticas para gerar moscas sem hemócitos, quanto por meio da injeção de gotículas lipídicas, que saturam a capacidade do hemócito de fagocitar uma infecção secundária. As moscas tratadas assim não conseguem fagocitar as bactérias após a infecção e são correspondentemente suscetíveis à infecção. Esses hemócitos derivam de duas ondas de hematopoiese, uma ocorrendo no embrião inicial e outra ocorrendo durante o desenvolvimento da larva ao adulto. No entanto, os hemócitos de Drosophila não se renovam ao longo da vida adulta e, portanto, a mosca tem um número finito de hemócitos que diminui ao longo de sua vida. Os hemócitos também estão envolvidos na regulação de eventos do ciclo celular e apoptose de tecido aberrante (por exemplo, células cancerosas), produzindo Eiger, uma molécula sinalizadora do fator de necrose tumoral que promove asinalização JNK e, em última instância, a morte celular e a apoptose.